# Crassula tetragona
Espèce
Crassula tetragona est une espèce de plantes de la famille des Crassulacées originaire d'Afrique australe.